# Black Eagles (Kunstflugstaffel)
Die 53. Air Demonstration Group ist das auch als Black Eagles bekannte Kunstflug-Team der südkoreanischen Luftwaffe, stationiert auf der Wonju Air Base, in der Provinz Gangwon-do.

## Geschichte
Das Team wurde am 12. Dezember 1994 gegründet und flog sechs Cessna A-37 Dragonfly. Das Team wurde nach der 2007 Seoul Air Show vorübergehend aufgelöst. Es wurde mit der Einführung der KAI T-50  Golden Eagle Flugzeuge, die im Jahr 2010 ausgeliefert wurden, wieder reaktiviert.
Die Ursprünge liegen in einem Kunstflugteam, das am 1. Oktober 1953 mit vier North American P-51 Mustangs gegründet wurde. Im Oktober 1956 entstand ein neues Team mit vier Lockheed T-33.
Am 1. Oktober 1959 wurde eine neue Kunstflugstaffel gebildet. Dieses Team wurde die „Blue Sabre“ genannt und sie flogen vier North American F-86 Sabre Jet-Flugzeuge. Dieses Team wurde 1966 aufgelöst.
Im Jahr 1967 wurde eine neue Kunstflugstaffel, die Black Eagles, gebildet. Sie war von 1966 bis 1978 aktiv und flog sieben Northrop F-5A Freedom Fighters. Von 1966 bis 1969 waren es Flugzeuge vom Typ F-5A. Von 1970 bis 1972 wurde kein Kunstflug durchgeführt. Von 1973 bis 1978 wurde die Aufklärerversion der F-5 verwendet, die RF-5A. Im Jahr 1978 wurde das Team aufgelöst und die Flugzeuge wurden dazu verwendet um die Verteidigungsbereitschaft zu verbessern.
Die Black Eagles, wurde als Vollzeit-Kunstflugstaffel der 238. Fighter Squadron, dem 8. Fighter Wing am 12. Dezember 1994 wieder reaktiviert und flogen sechs Cessna A-37B Dragonfly Flugzeuge. Am 1. April 1999 wurde aus der 238. Fighter Squadron die 239. Flight Squadron Kunstflugstaffel.
Nach der Seoul Air Show im Jahr 2007 wurden am 31. Oktober 2007 die Black Eagles zeitweise für die Umstellung auf die neue T-50 Golden Eagle aufgelöst. Die Abschied Flugmission wurde von Gen. KIM Eun-gi, dem Luftwaffe Stabschef, am 10. Oktober 2007 gemacht.
Die Umstellung auf die neue T-50 Golden Eagle war für das Jahr 2010 geplant, konnte aber früher durchgeführt werden. Die Black Eagles wurden im August 2009 neu gegründet. Sie nahmen an einer Flugschau am 23. September 2009 in Seoul teil, um dem 60. Jahrestag der südkoreanischen Luftwaffe zu feiern.
Am 1. Juli 2012 wurden die Black Eagles mit der Boeing-Trophäe für die beste Vorführung auf der 17. Waddington International Air Show ausgezeichnet.
Am 8. Juli 2012 wurden die Black Eagles mit dem König Hussein Memorial Schwert ausgezeichnet, für die Gesamtvorführung und am 8. Juli 2012 wurden die Black Eagles ausgezeichnet mit dem König Hussein Memorial Schwert, für die Gesamtvorführung bei der Preisverleihung des Royal International Air Tattoo, dies war ihr erster Auftritt auf dieser Airshow.
Am 1. April 2013 wurde die Staffel ermächtigt, sich zu einer unabhängigen Gruppe zu entwickeln, die „53rd Air Demonstration Group“ einschließlich der „239rd Squadron“. Diese untersteht der direkten Kontrolle des ROKAF-Hauptquartiers. Die Black Eagles unterstehen nicht mehr der 8th Fighter Wing, aber die Gruppe ist noch in Wonju AB neben seinen Ex-Eltern-Einheit basiert und wird logistisch von der 8th Fighter Wing unterstützt.

## Flugzeuge
| Flugzeugtyp                | Herkunft           | Anzahl | In Dienst      | Bemerkung                                                      |
| -------------------------- | ------------------ | ------ | -------------- | -------------------------------------------------------------- |
| North American P-51        | Vereinigte Staaten | 4      | 1953–1954      | Nur immer eine Vorführung pro Jahr am 1. Oktober               |
| Lockheed T-33              | Vereinigte Staaten | 4      | 1956–1959      | Nur immer eine Vorführung pro Jahr am 1. Oktober               |
| North American F-86F Sabre | Vereinigte Staaten | 4      | 1959–1966      | Nur immer eine Vorführung pro Jahr am 1. Oktober               |
| Northrop F-5               | Vereinigte Staaten | 7      | 1966–1978      | F-5 Versionen F-5A und RF-5A. 7 Flugzeuge + 1 Reservenmaschine |
| Cessna A-37                | Vereinigte Staaten | 6      | 1994–2007      | 6 Flugzeuge + 2 Reservenmaschinen                              |
| KAI T-50                   | Südkorea           | 8      | 2009–Gegenwart | 8 Flugzeuge + 2 Reservenmaschinen                              |

Die Black Eagles’ T-50B sind gelb, weiß und schwarz lackiert. Sie sind mit einem internen Raucherzeugungssystem, das eine dicke Rauchspur erzeugt ausgestattet. Die Flugzeuge sind grundsätzlich gleiche wie die ursprünglichen T-50 mit Ausnahme der Raucherzeugungssystem, mehreren Kameras und zwei an den Flügeln eingebauten Lichter.
Die dicken Rauchfahnen der Black Eagles Kunstflugstaffel werden durch einspritzen von Diesel und Öl in die Schubdüse erzeugt. Diese Mischung oxidiert sofort, so dass eine weiße Rauchfahne entsteht. Es gibt zwei Rauchtanks in den Flugzeugen, die jeweils etwa 60 Gallonen Rauchöl fassen. Der Rauch-System kann die Menge des Öls das freigesetzt werden soll regulieren. So kann Rauch für 7–20 Minuten erzeugt werden.

## Unfälle
- Am 8. Mai 1998 kollidierten während eines Trainingsflug zwei Flugzeuge des Teams in der Luft. Das Flugzeug des Teamleader stürzte ab, er kam dabei ums Leben. Das andere Flugzeug landete mit kleineren Schäden.
- Am 5. Mai 2006 stürzte auf der Suwon Air Base in Korea, während der Airshow zum „Children's Day“, die A-37B von Kapitän Kim Do-hyun (33) auf den äußersten Rand der Landebahn. Kims A-37B war mit dem „Opposing A-Roll“ Manöver fertig, aber Cpt. Kims Flugzeug stieg danach nicht. Der Absturz war auf der südlichen Seite der Landebahn, 1,8 km von den Zuschauern entfernt.[4] Tausende, darunter viele Kinder, erlebten den Absturz. Hauptmann Bae Duk-hwan kommentierte später, dass sich der Pilot per Schleudersitz hätte retten können, aber er behielt bis zum Ende die Kontrolle des Flugzeugs, um sicherzustellen, dass das Flugzeug nicht in die Zuschauer abstürzen würde. "Cpt. Kim wurde mit vollen militärischen Ehren auf dem Nationalfriedhof begraben.
- Am 15. November 2012 wurde ein Pilot der Black Eagles getötet, als er mit dem Flugzeug in der Region Hoengsong etwa 48 nm (90 km) östlich von Seoul auf einem Berghang aufschlug.[5] Die Ursache war ein Wartungsfehler, bedingt durch ein vergessenes Kabel, welches nach einer Reparatur nicht wieder verbunden wurde und so die vertikalen Flugsteuerung beeinträchtigte.[6]